# Віл (село)
Віл — село в Україні, у Любешівській селищній громаді Камінь-Каширського району Волинської області.
Населення становить 211 осіб.
На південь від села розташований Тоболівський заказник.

## Географія
Село розташоване на правому березі річки Стохід.

## Історія
До 10 серпня 2017 року село підпорядковувалось Березичівській сільській раді Любешівського району Волинської області.

## Населення
Згідно з переписом УРСР 1989 року чисельність наявного населення села становила 284 особи, з яких 136 чоловіків та 148 жінок.
За переписом населення України 2001 року в селі мешкали 202 особи. 100 % населення вказало своєю рідною мовою українську мову.